# Mayo (Irlandia)
Mayo (irl. Maigh Eo) – wieś w hrabstwie Mayo w Irlandii. Wieś jest położona ok. 10 km od Castlebar i 16 km od Claremorris. Liczba mieszkańców w 2011 roku wyniosła 438 osób.